# HD 57853
HD 57853，又名CP-52 1153，SAO 235111、HR 2814，是一颗恒星，视星等为6.6，位于銀經263.57，銀緯-17，其B1900.0坐标为赤經7h 17m 57s，赤緯-52° -17′ 28″。